# Axiocerses kadugli
Axiocerses kadugli är en fjärilsart som beskrevs av Talbot 1935. Axiocerses kadugli ingår i släktet Axiocerses och familjen juvelvingar. Inga underarter finns listade i Catalogue of Life.